# Namakoro Niaré
Namakoro Niaré (* 4. Juni 1943 in Bamako) ist ein ehemaliger malischer Leichtathlet (Diskuswerfer).

## Werdegang
Niaré nahm zwischen 1968 und 1980 dreimal für sein Land Mali an den Olympischen Spielen teil. Bei den Olympischen Sommerspielen 1968 schied er im Diskuswurf als 15. der Qualifikation aus, bei den Olympischen Sommerspielen 1972 erreichte er die Finalrunde und wurde 13. und bei den Olympischen Sommerspielen 1980 wurde er in der Qualifikation 15. und schied aus.
Niaré gewann den Diskuswurf bei den Afrikaspielen 1965 in Brazzaville, 1973 in Lagos und 1978 in Algier.
Er ist der Vater von Yves Niaré, der als Kugelstoßer für Frankreich an den Olympischen Spielen 2008 in Peking teilnahm.